# 大谷咲子
大谷 咲子（おおたに さきこ）は、タレント・ディスクジョッキー・ナレーター、女優である。

## 経歴
大阪府豊中市出身。大学在学中の2005年10月、ABCミュージック21（ABCラジオ）でDJデビューした。その他、イベントの司会やモデル活動、女優業など。近年はゲーム配信がメイン活動。
2008年までは関西地区を拠点に活動し、同年12月31日までともだち事務所関西オフィスに所属していた。2009年より活動拠点を東京に移し、ホーリーピークに所属した。2010年5月よりフリーになった。
血液型はA型。趣味はゲーム・ショッピング・ネイルアート等

## 出演

### テレビ番組
- 元気印姫路っ子「幼稚園めぐり」（姫路ケーブルテレビ）レポーター

### ラジオ
- ABCミュージック21（ABCラジオ、木-金21:00-22:00、2005年10月7日-2008年3月28日）

### 舞台
- ニコニコミュージカル#7「源氏物語」（2011年11月16日-23日、全労済ホールスペース・ゼロ ）
- 劇団東京都鈴木区プロデュース 第1回スズキクキカク公演「ヘッドライン×デッドライン」（2012年2月22日-23日、シアターKASSAI）
- ニコミュ第3回アトリエ公演「女の平和」（2012年6月6日-10日、シアターKASSAI）

### インターネット配信
- ニコミュの楽屋〜走れ！美女毛ジャンクション（2011年10月7日 - 2012年6月6日、ニコニコ生放送）MC

### その他
- ウェザーニューズ携帯電話用動画番組「おは天」（2008年5月1日-8月31日）近畿エリア・第9期キャスター
- TV電話動画配信（2010年、chocoMO）